# Day of Reckoning (film 1933)
Day of Reckoning è un film del 1933 diretto da Charles Brabin.

## Produzione
Il film, prodotto dalla Metro-Goldwyn-Mayer (MGM) con il titolo di lavorazione Forever Faithful, venne girato nei Metro-Goldwyn-Mayer Studios, al 10202 di W. Washington Blvd., a Culver City.

## Distribuzione
Distribuito dalla Metro-Goldwyn-Mayer (MGM), il film uscì nelle sale cinematografiche statunitensi il 27 ottobre 1933. Venne presentato in prima spagnola a Madrid il 10 settembre 1934.
Nel 2011, la Warner Home Video ne ha distribuito una versione in DVD.